# 横浜市立森の台小学校
横浜市立森の台小学校（よこはましりつ もりのだいしょうがっこう）は、神奈川県横浜市緑区森の台にある公立小学校。

## 概要
2001年（平成13年）9月1日に、それまでの横浜市立中山小学校を現在地に移転し、改称・開校した。移転理由は、児童数増加や校舎の老朽化などに対応するため。2022年4月時点での児童数は760人を数える。
旧中山小学校跡地には、2014年に緑消防署庁舎が移転、2021年に緑警察署庁舎が移転した。

## 沿革
- 1892年（明治25年） - 中山小学校設立[2]。
- 1997年（平成9年） - 中山小学校の早期移転が、新治中部地区小・中学校改善促進協議会とPTA会から市長に陳情される。同年に用地取得。
- 1999年（平成11年） - 移転後の名称を「森の台小学校」と決定する。
- 2001年（平成13年）
  - 4月1日 - 森の台小学校開校。なお、同時に中山第二小学校を、横浜市立中山小学校と改称。
  - 4月27日 -校章制定。
  - 7月2日 - 校歌制定。
- 2002年（平成14年） - 第1回キッズキングダム（文化祭の様なもの）を開催。
- 2007年（平成19年）9月18日 - 荻原健司・荻原次晴兄弟が学校キャラバンで、子どもたちに夢を抱くことの大切さについて講演する。
- 2010年（平成22年）5月29日 - 森の台小学校創立10周年を記念して、｢力いっぱいM10｣をスローガンに記念運動会を開催。

## アクセス
- 電車 - JR横浜線・横浜市営地下鉄グリーンライン 中山駅下車、徒歩12分